# Amiche del cuore
Amiche del cuore (Best Friends) è una serie televisiva britannica in 5 episodi trasmessi per la prima volta nel corso di una sola stagione nel 2004.
È basata sul romanzo Best Friends del 2004 di Jacqueline Wilson.

## Personaggi e interpreti
- Gemma (5 episodi), interpretata da Chloe Smyth.
- Alice (5 episodi), interpretata da Poppy Rogers.
- Liz (madre di Gemma), interpretato da (5 episodi), interpretata da Julia Ford.
- Karen (madre di Alice), interpretato da (5 episodi, 2004), interpretata da Lizzy McInnerny.
- Biscuits (5 episodi), interpretato da Alexander Pownall.
- Callum (fratello di Gemma), interpretato da (5 episodi), interpretato da Jack Blumenau.
- nonno di Gemma (5 episodi), interpretato da Paul Copley.
- padre di Gemma (4 episodi), interpretato da Adam Maxwell.
- Miss Mancer (4 episodi), interpretata da Mina Anwar.

## Produzione
La serie fu prodotta da Granada Television. Le musiche furono composte da James Dorman. Il regista è Cilla Ware.

## Distribuzione
La serie fu trasmessa nel Regno Unito nel dicembre 2004 sulla rete televisiva CITV. In Italia è stata trasmessa dal febbraio 2009 su RaiSat Smash Girls con il titolo Amiche del cuore.

## Episodi
| Stagione       | Episodi | Prima TV Regno Unito |
| -------------- | ------- | -------------------- |
| Prima stagione | 5       | 2004                 |